# Sarahililaza
Sarahililaza is een bestuurslaag in het regentschap Nias Selatan van de provincie Noord-Sumatra, Indonesië. Sarahililaza telt 1007 inwoners (volkstelling 2010).